# Houston Oilers 1960
La stagione 1960 degli Houston Oilers è stata la prima della storia della franchigia nell'American Football League. Guidati dal capo-allenatore Lou Rymkus, gli Oilers vinsero la Eastern Division con un record di 10–4. Nella finale di campionato batterono 24–16 i Los Angeles Chargers (10–4), diventando i primi campioni della storia della AFL.
Gli Oilers segnarono un'importante vittoria nei confronti della NFL quando firmarono il vincitore dell'Heisman Trophy, il running back All-America Billy Cannon di LSU. Cannon si unì ad altre stelle dell'attacco degli Oilers come il quarterback veterano George Blanda.

## Scelte nel Draft AFL 1960
- Peter Arena, G, Northwestern
- Dick Bass, HB, College of Pacific
- William Bohler, E/T, St. Ambrose
- Larry Cadwell, T, Louisville
- Billy Cannon, HB, Louisiana State
- Doug Cline, LB, Clemson
- DeJustice Coleman, HB, Illinois
- Bob Crandall, HB, New Mexico
- Cleatus Drinnon, C, Hardin–Simmons
- John Gremer, G, Illinois
- George Herring, G/T, North Texas State
- Steve Johnson, QB, Pepperdine
- John Lands, E, Montana
- Jacky Lee, QB, Cincinnati
- Bruce Maher, HB, Detroit

- Don Mattson, T, Southern California
- Mike McGee G, Duke
- Hugh McInnis, E, Mississippi State
- Max Messner, T, Cincinnati
- George Mulholland, E, New Mexico State
- Gary O'Steen, HB, Alabama
- Gene Prebola, E, Boston University
- Palmer Pyle T, Michigan State
- William Roach, T, Texas Christian
- Robert Simms, E, Rutgers
- Phillip Snowden, QB, Missouri
- Don Underwood, G/T, McNeese State
- Duane Whetstone, FB, George Washington
- Bob White FB, Ohio State
- Maury Youmans, T, Syracuse

## Roster

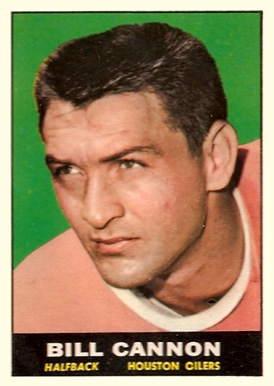
Gli Oilers nel 1960 strapparono alla concorrenza della NFL il vincitore dell'Heisman Trophy Billy Cannon

| Roster degli Houston Oilers nel 1960 |  | |
| Quarterback 16 George Blanda 15 Jacky Lee Running back 47 Don Brown 20 Billy Cannon 32 Dave Smith FB 33 Bob White FB 44 Charley Tolar FB Wide receiver 82 John Carson 89 Bill Groman 37 Charlie Hennigan 88 Al Witcher Tight end 86 John White 80 James Yeats |  | Offensive Linemen 65 Gary Greaves T 70 Al Jamison T 77 Rich Michael T 51 John Simerson T 60 Jim McCaneless G 61 Bob Talamini G 64 Fred Wallner G 63 Hogan Wharton G 57 George Belotti C |

## Calendario
| Stagione regolare |                         |                    |                    |                               |                    |
| Turno             | Avversario              | Risultato          | Record             | Stadio                        |                    |
| 1                 | at Oakland Raiders      | V 37–22            | 1–0                | Kezar Stadium                 |                    |
| 2                 | Los Angeles Chargers    | V 38–28            | 2–0                | Jeppesen Stadium              |                    |
| 3                 | Oakland Raiders         | S 13–14            | 2–1                | Jeppesen Stadium              |                    |
| 4                 | Settimana di pausa      | Settimana di pausa | Settimana di pausa | Settimana di pausa            | Settimana di pausa |
| 5                 | New York Titans         | V 27–21            | 3–1                | Jeppesen Stadium              |                    |
| 6                 | Dallas Texans           | V 20–10            | 4–1                | Jeppesen Stadium              |                    |
| 7                 | at New York Titans      | V 42–28            | 5–1                | Polo Grounds                  |                    |
| 8                 | at Buffalo Bills        | S 24–25            | 5–2                | War Memorial Stadium          |                    |
| 9                 | at Denver Broncos       | V 45–25            | 6–2                | Bears Stadium                 |                    |
| 10                | at Los Angeles Chargers | S 21–24            | 6–3                | Los Angeles Memorial Coliseum |                    |
| 11                | Denver Broncos          | V 20–10            | 7–3                | Jeppesen Stadium              |                    |
| 12                | at Boston Patriots      | V 24–10            | 8–3                | Nickerson Field               |                    |
| 13                | at Dallas Texans        | S 0–24             | 8–4                | Cotton Bowl                   |                    |
| 14                | Buffalo Bills           | V 31–23            | 9–4                | Jeppesen Stadium              |                    |
| 15                | Boston Patriots         | V 37–21            | 10–4               | Jeppesen Stadium              |                    |

### AFL Championship Game
Houston Oilers 24, Los Angeles Chargers 16
1º gennaio 1961, al Jeppesen Stadium, Houston, Texas
Pubblico: 32.183
|          | 1 | 2  | 3 | 4 | Totale |
| -------- | - | -- | - | - | ------ |
| Chargers | 6 | 3  | 7 | 0 | 16     |
| Oilers   | 0 | 10 | 7 | 7 | 24     |

## Classifiche
| AFL Eastern Division | AFL Eastern Division | AFL Eastern Division | AFL Eastern Division | AFL Eastern Division | AFL Eastern Division | AFL Eastern Division | AFL Eastern Division | AFL Eastern Division | AFL Eastern Division |
|                      | V                    | S                    | P                    | PCT                  | DIV                  | PF                   | PA                   | Str.                 |                      |
| -------------------- | -------------------- | -------------------- | -------------------- | -------------------- | -------------------- | -------------------- | -------------------- | -------------------- | -------------------- |
| Houston Oilers       | 10                   | 4                    | 0                    | .714                 | 5–1                  | 379                  | 285                  | V2                   |                      |
| New York Titans      | 7                    | 7                    | 0                    | .500                 | 2–4                  | 382                  | 399                  | S1                   |                      |
| Buffalo Bills        | 5                    | 8                    | 1                    | .385                 | 3–3                  | 296                  | 303                  | S2                   |                      |
| Boston Patriots      | 5                    | 9                    | 0                    | .357                 | 2–4                  | 286                  | 349                  | S4                   |                      |

Nota: I pareggi non venivano conteggiati ai fini della classifica fino al 1972.